# Sällskapet för veterinärmedicinsk forskning
Sällskapet för veterinärmedicinsk forskning är en svensk ideell förening som grundades 1936 i syfte att främja och sprida veterinärmedicinsk forskning.

## Historik
Sällskapet för veterinärmedicinsk forskning grundades i Stockholm våren 1936. Initiativtagare var de fyra svenska professorerna i olika veterinärmedicinska discipliner: Birger Carlström, Albert Hjärre, Gustav Hülphers och Sven Wall. Syftet var att skapa en organisation som kunde stärka den veterinärmedicinska forskningen samtidigt som forskningsresultaten kunde spridas.
För att bättre kunna nå sina syften behövde sällskapet forskningsmedel, varför en forskningsfond kom att inrättas redan 1939. Intresset från Sveriges veterinärer att bidra till fonden visade sig vara stort.
Inledningsvis var det frågan om ett exklusivt sällskap med få medlemmar, men med tiden kom medlemskapet att öppnas upp och under efterkrigstiden kom mer eller mindre alla intresserade av veterinärmedicinsk forskning att välkomnas som medlemmar.
Fram till 1945 gav sällskapet ut en egen tidskrift för att sprida den veterinärmedicinska forskningen till landets veterinärer. Efter att den egna tidskriften lades ner började sällskapet 1953 att dela ut pris till den bästa veterinärmedicinska publikationen en gång var tredje år, inte sällan har priset gått till en doktorsavhandling i veterinärmedicin. Bland pristagarna märks bland andra Per Jensen (1984) och Kristina Narfström (1987, tillsammans med Caroline Fossum).
För att sprida framstegen inom den veterinärmedicinska forskningen har sällskapet allt sedan grundat även anordnat seminarium och föreläsningar för sina medlemmars fortbildande. Till detta kommer även en verksamhet som inriktar sig mot forskningskonferenser.

## Stipendiefonder

### Ivar och Elsa Sandbergs Stipendiefond för Livsmedelshygienisk Forskning
Veterinären Ivar Sandberg valdes in som ledamot i sällskapet 1944. Sandberg valde att tillsammans med sin fru Elsa donera sina tillgångar till en stipendiefond för livsmedelshygieniskforskning som sällskapet förvaltar.
Fondens medel används framför allt för att årligen dela ut forskningsmedel om åtminstone ett par hundra tusen kronor. Fondens medel kan även i viss utsträckning användas för att möjliggöra seminarieverksamhet etc.
Fonden inrättades som en stiftelse 1973. Första gången medel fördelades ut fonden var 1976.
Som exempel kan nämnas att sällskapet 2024 beviljade fyra stipendiater sammanlagt 1 019 000 kronor ur fonden. Året dessförinnan beviljades tre stipendiater sammanlagt 525 100 kronor.

### Jan Skogsborgs Stiftelse för Forskning och Fördjupad Utbildning rörande hundsjukdomar
Stipendiefonden inrättades 2008 efter en donation av Jan Skogsborg. Det första stipendiet ur fonden fördelades av sällskapet 2010.
Stipendiefondens syfte är bidra till forskning och fördjupande utbildning om sjukdomar hos och medicinsk behandling av hundar, särskilt taxar.
Som exempel kan nämnas att sällskapet 2023 beviljade två stipendiater sammanlagt 120 000 kronor ur fonden.